# Gustav Jahn (Schriftsteller)

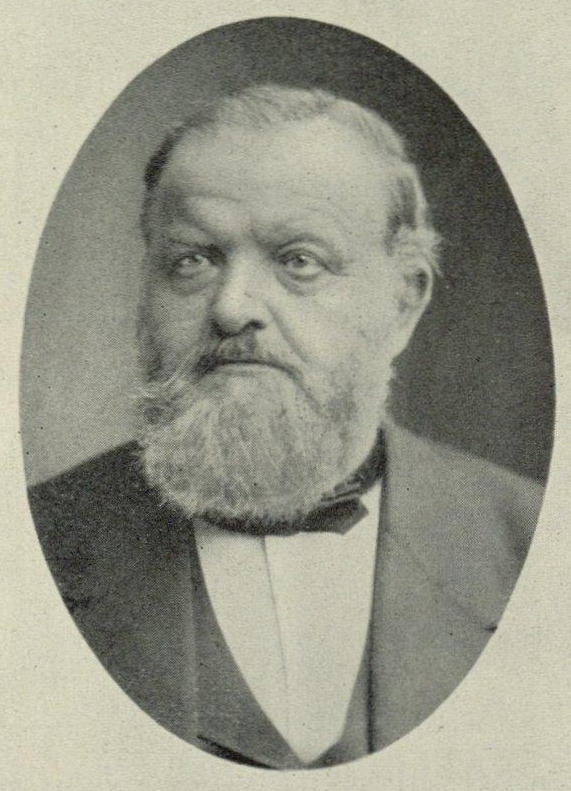
Gustav Jahn, undatierte Fotografie

Gustav Wilhelm Jahn (* 23. Februar 1818 in Sandersleben; † 29. März 1888 in Züllchow bei Stettin) war ein deutscher Schriftsteller und Mitarbeiter der Inneren Mission. Er war von 1858 bis zu seinem Tode Vorsteher des Rettungs- und Brüderhauses Züllchow. 

## Leben
Von Hause aus Ackerbürger und Weißgerbermeister wie sein Vater, wurde Jahn 1852 Bürgermeister seiner Heimatstadt. Schon seit 1842 hatte er sich als christlicher Volksschriftsteller (unter dem Pseudonym Gustav Frisch) einen Namen gemacht und zahlreiche Beiträge im Volksblatt für Stadt und Land herausgebracht, darunter im Stile von Matthias Claudius geschriebene fiktive Briefe des „Schulzen Gottlieb“. Sein erfolgreichstes Werk war eine Nachdichtung des Hoheliedes.
Im Jahre 1858 wurde er zum Vorsteher („Hausvater“) des Rettungs- und Brüderhauses Züllchow berufen, einer seit 1831 in Züllchow bei Stettin bestehenden diakonischen Einrichtung (ab 1893 Züllchower Anstalten). Von vornherein war es Jahns Bestreben, den Anstalten neue Erwerbsquellen zu erschließen. Er initiierte und förderte die Vieh- und Feldwirtschaft, die Kunst- und Handelsgärtnerei sowie das Weihnachtshandwerk mit ihren evangelischen Krippenfiguren und den alten deutschen Familienspielen. Er gründete 1862 ein in Verbindung mit den Rettungs- und Brüderhaus stehendes Johanniter-Krankenhaus (1908 vom Pommerschen Krüppelpflegeverein übernommen und als Pommersches Krüppelheim „Bethesda“ betrieben). 1863 gründete er in Nemitz bei Stettin eine Einrichtung für Geisteskranke, die Kückenmühler Anstalten. 
Seine Aktivitäten gaben den Anstalten, die sich infolge des Zwangserziehungsgesetzes vom 13. März 1878 wesentlich vergrößerten, neue Impulse. 
Gustav Jahn war dreimal verheiratet. Aus seiner zweiten Ehe mit Dorothea von Dieskau (1832–1871), Tochter des Obersten August von Dieskau, gingen neun Kinder hervor. Unter seinen Söhnen waren der Märchensammler Ulrich Jahn (1861–1900) und Fritz Jahn (1863–1931), der seinem Vater in die Leitung der Züllchower Anstalten folgte. Der Schweriner Oberhofprediger Karl Jahn (1816–1891) war sein Bruder.

## Werke (Auswahl)
- Das Hohelied; In Liedern. 1845–1847.
- Gesammelte Schriften. 3 Bände. 1847–1849.
- Erzählungen fürs Volk. 1850.
- Die Deutschen Freiheitskriege 1813–1815. 1850.
- Kamerad Hechel. Ein Lebensbild aus den Befreiungskriegen. 1854.
- Der deutsche Krieg und Preußens Sieg im Jahre 1866. 1867.
- Der Krieg von 1870 und 1871. Dem deutschen Volk erzählt. 1871–1872.